# Jesus Skins
Jesus Skins — христианская Oi-группа из Гамбурга, Германия. Они считаются первопроходцами и единственными представителями христианской музыки Oi в Германии.

## История
Группа создана в 1997 году, первыми её участниками были Маркус, Матеус, Лукас и Йоханнес. Псевдонимы музыкантов намекают на имена четырёх апостолов — Матфея, Марка, Луки и Иоанна. Участники группы были друзьями ещё в 1980-е гг., в детстве, когда ходили в церковь и пели христианские песни у бойскаутского костра. После поездки в Лондон в 1991 году Маттеус пришёл в восторг от христианской oi-сцены Британии и тематики, связанной с культурой скинхедов в этой стране. Его друзья также заразились энтузиазмом, после чего решили создать группу, которую назвали Jesus Skins — «скинхеды Иисуса». После этого к ним присоединяется второй гитарист, принимающий псевдоним Иуда. К этому времени в стране уже существовала обширная культура верующих христиан, любящих музыку Oi.
В декабре 1997 года группа в первый раз выступала перед публикой. Вскоре после этого Иуда ушёл из группы за «нехристианское поведение», будучи заменен Джорждем в качестве второго вокалиста. За этим последовали расширенные туры в Германии и соседних странах.

## Дискография
- Аудиокассета «Seven Boots From Heaven» (1998)
- Аудиокассета «Gospel Oi» (1998)
- Аудиокассета «Im Auftrag des Herr’n» (1999)
- Сингл «8 Fäuste für ein Halleluja» (2001)
- LP/CD «Unser Kreuz Braucht Keine Haken» (2002)
- Split-CD/Picture Disc с группой Jewdriver «Neuer Wein Aus Alten Schläuchen / Hail the Jew Dawn» (2004).